# Kento Takeuchi
 Kento Takeuchi  nacido el 19 de diciembre de 1987 (37 años) es un tenista profesional japonés.

## Carrera
Su mejor ranking individual es el Nº 425 alcanzado el 25 de febrero de 2013, mientras que en dobles logró la posición 503 el 17 de marzo de 2014.
No ha logrado hasta el momento títulos de la categoría ATP ni de la ATP Challenger Tour, aunque sí ha obtenido varios títulos Futures tanto en individuales como en dobles.